# Société psychanalytique italienne
La Sociétà psicoanalitica italiana (SPI), en français, Société psychanalytique italienne, est créée en 1925. Elle est membre de l'Association psychanalytique internationale et de la Fédération européenne de psychanalyse.

## Histoire
La société est initialement créée en 1925, par Marco Levi Bianchini, psychiatre à Salerne. Edoardo Weiss, psychiatre à Trieste, membre de la Société psychanalytique de Vienne depuis 1913, qui a réalisé une analyse avec Paul Federn, en est d'abord le seul membre analysé. Freud est en lien direct avec eux, qui ont tous deux traduit plusieurs textes de lui en italien.
La revue Archivio Generale di Neurologia, Psychiatria e Psicoanalise, créée en 1920, devient la revue officielle de la nouvelle société, dont le siège est à Trieste. En 1931, Edoardo Weiss refonde à Rome la société, dont Bianchini devient président d'honneur. Une nouvelle revue est créée, Rivista di psicoanalisi (it), dont Weiss prend la direction mais qui est interdite par le régime fasciste mussolinien dès 1933. L'établissement de la psychanalyse en Italie se trouve également rapidement en butte à l'hostilité de l'église catholique.
Une délégation de la société italienne participe au congrès international de l'Association psychanalytique internationale (API) de Wiesbaden en 1932. Elle obtient l'accord de l'API pour son adhésion en tant que société membre en 1935 et est reçue officiellement au congrès international de l'API à Marienbad en 1936. Mais la société se trouve immédiatement en butte au refus de cette adhésion par les autorités fascistes italiennes, qui prononcent sa dissolution en 1938. Emilio Servadio (it) émigre en Inde, et Edoardo Weiss et son épouse, la psychanalyste Vanda Shrenger Weiss, s'exilent aux États-Unis.
La société reprend ses activités en 1947, grâce à l'action de Nicola Perrotti et d'Alexandra Tomasi de Lampedusa, qui exerce à Palerme où elle s'est fixée avec son époux, l'écrivain Giuseppe Tomasi di Lampedusa. Le pape Pie XII reconnaît en 1953 une certaine validité à la psychothérapie et la psychanalyse. La revue officielle de la société, Rivista di psicoanalisi, paraît à partir de 1955. Plusieurs psychanalystes italiens se forment à Londres, auprès d'analystes kleiniens, dont plusieurs ouvrages sont traduits en italien. La Tavistock Clinic de Londres soutient la création de centres de psychanalyse infantile. En 1982, la société célèbre son cinquantenaire, dans un congrès ouvert par le président italien Sandro Pertini.
Deux congrès de l'Association psychanalytique internationale ont lieu à Rome, en 1969 et 1989, ainsi que plusieurs congrès des psychanalystes de langue romanes, à Rome en 1953 et 1960, et à Milan en 1964. 
La société a 947 membres en 2018 et 282 candidats en formation dans quatre instituts de psychanalyse, deux situés à Rome, un à Milan et un à Bologne. Elle a 11 centres psychanalytiques, dans les villes de Bologne, Florence, Gênes, Milan, Naples, Padoue, Rome (deux centres), Palerme, Pavie et Turin.
La traduction des œuvres complètes de Freud est initiée par Cesare Musatti, aux éditions Bollati Boringhieri (Turin).

## Activités éditoriales
La société psychanalytique italienne édite la revue Psiche.
Elle décerne chaque année le prix Musatti, décerné à un journaliste ou une personnalité de la culture qui a contribué à la diffusion de la connaissance de la psychanalyse. Le lauréat peut être une personne ou une institution.

## Affiliation internationale
Elle est membre de l'Association psychanalytique internationale depuis 1936 et de la Fédération européenne de psychanalyse.

## Membres notables

### Fondateurs
- Marco Levi Bianchini (it), fondateur de la SPI[12] ;
- Vanda Shrenger Weiss, membre fondateur

### Présidents
- Edoardo Weiss (1932-1939)
- 1939-1946 : la SPI est interdite par Mussolini et ne reprend ses activités officielles qu'en 1946.
- Nicola Perrotti (1946-1951)[13]
- Cesare Musatti 1er mandat de président (1951-1955)
- Alexandra Tomasi de Lampedusa, (1955-1959) ;
- Cesare Musatti 2e mandat de président, (1959-1963)
- Emilio Servadio (it) (1963-1969)[14] ;
- Francesco Corrao (1969-1974)[15] ;
- Franco Fornari (1974-1977) ;
- Eugenio Gaddini (1977-1982)[16] ;
- Glauco Carloni (1982-1986) ;
- Giovanni Hautmann (1986-1990) ;
- Emilio Servadio (1990-1995) ;
- Giuseppe Di Chiara (1995-1997) ;
- Fausto Petrella (1997-2001) ;
- Domenico Chianese (2001-2005) ;
- Fernando Riolo (2005-2009) ;
- Stefano Bolognini (it) (2009-2013) président de l'API (2015-2017) ;
- Antonino Ferro (2013-2017)
- Anna Maria Nicolò Corigliano (2017-2021)
- Sarantis Thanopulos (depuis 2021)[17]